# マンモス・レコード
マンモス・レコードはかつて存在したウォルト・ディズニー・カンパニー傘下のレコード販売会社である。1989年にノースカロライナ州のカーボロで設立された。

## 概要
当初はアトランティック・レコードに加わったが、1993年に独立企業としての地位を失った。そのためマンモス・レコードは1997年に独立した。
の 1997年7月21日にウォルト・ディズニー・カンパニーが子会社化、中心にレーベルを再編成し、ディズニー・ミュージック・グループに統合したが、2003年にウォルト・ディズニー・スタジオはマンモス・レコードの閉鎖を発表した。